# Parafimbrios lao
Parafimbrios lao är en orm i familjen Xenodermatidae som förekommer i Sydostasien. Arten är ensam i släktet Parafimbrios. Förleden para i släktnamnet är latin och betyder liknande. Det syftar på artens likhet med medlemmarna i släktet Fimbrios.
Det första exemplaret hittades i distriktet Muang Ngoy i norra Laos. Fyndplatsen var en skog med städsegröna träd på klippiga mark. Några delar av skogen var ursprungliga. I närheten fanns ett massiv av kalksten. Andra individer upptäcktes i den angränsande provinsen Son La i Vietnam samt i Thailand.
Individerna når en längd av 28 till 35 cm.
Jämförd med arter av släktet Fimbrios är Parafimbrios lao smalare. Kännetecknande för arten är de uppåt riktade kanterna av fjällen vid läpparna som liknar ett skägg. Bålens och huvudets ovansida är gråaktig med inslag av violett och undersidan har en ljusgrå färg. Vid halsen förekommer en mer eller mindre tydlig krage som är krämfärgad till vit. Kragens form kan ändra sig under individens liv.
Levnadssättet är okänt men de nära besläktade arterna av släktet Fimbrios besöker vattendrag och jagar fiskar, groddjur och daggmaskar.